# もう泣かないで
「もう泣かないで」は、瀬能あづさのデビューシングル。1991年9月4日にポニーキャニオンより発売された。

## 解説
瀬能あづさのソロデビューシングル。テレビアニメ『らんま1/2熱闘編』オープニングテーマ。また同アニメの早乙女らんま役の林原めぐみが『らんま1/2 格闘歌かるた』（1992年10月21日リリース）内でカヴァーしている。
1stアルバム『Crystal Eyes』、ベストアルバム『Myこれ!クション 瀬能あづさBEST』に収録されている。

## 収録曲
1. もう泣かないで [3:41]
作詞：三浦徳子、作曲：羽田一郎、編曲：佐藤準
  - テレビアニメ『らんま1/2熱闘編』オープニングテーマ
2. 悲しみを選んで [4:16]
作詞：森本抄夜子、作曲：都志見隆、編曲：船山基紀
3. もう泣かないで（オリジナルカラオケ） [3:41]

| テレビアニメ『らんま1/2熱闘編』オープニングテーマ 1991年11月1日 - 1992年3月27日 |                               |                                               |
| 前作: KUSU KUSU 「地球オーケストラ」                                            | 瀬能あづさ 「もう泣かないで」 | 次作: VisioN 「ラヴ・シーカー CAN'T STOP IT」 |